# Botusfleming
 (septembre 2023).
Botusfleming est une paroisse civile et un village des Cornouailles, en Angleterre.